# Oplanić
Oplanić (cyr. Опланић) – wieś w Serbii, w okręgu szumadijskim, w gminie Knić. W 2011 roku liczyła 408 mieszkańców.